# Алиева, Жаля (спортсменка)
Жаля Алиева (азерб. Jalə Əliyeva; род. 1 февраля 2001, Гянджа) — азербайджанская девушка-борец вольного стиля, член национальной сборной Азербайджана, двукратная чемпионка Европы среди борцов до 23 лет (2022, 2024), победительница Игр исламской солидарности 2021, серебряная призёрка чемпионата Европы 2023 года, бронзовая призёрка чемпионата Европы 2025 года.

## Биография
Жаля Алиева родилась в 2001 году в Гяндже. Борьбой начала заниматься в своём родном городе. Является воспитанницей Апшеронской школы борьбы. В 2016 году в Швеции на чемпионате Европы среди девочек завоевала серебряную медаль. В этом же году стала пятой на чемпионате мира среди девочек в Грузии.
В 2017 году принимала участие на чемпионате Европы среди девочек в Боснии и Герцоговине и чемпионате мира среди девочек в Греции. На обоих этих турнирах проиграла на стадии 1/8 финала. В 2018 году принимала участие на чемпионате Европы среди девочек в Северной Македонии. На чемпионате мира среди девочек этого же года в Хорватии заняла 5-е место.
В 2019 году стала 5-й на чемпионате Европы среди юниорок в Испании. В этом же году участвовала на чемпионате мира среди юниорок Эстонии. В 2021 году принимала участие на чемпионате Европы среди юниорок в Германии. Также в 2021 году Алиева заняла третье место на чемпионате мира среди юниорок в России, одолев в схватке за бронзу Кусум Кусум из Индии. В октябре 2021 году приняла участие на чемпионате мира среди борцов до 23 лет в Сербии.
В марте 2022 года в Пловдиве Жаля Алиева стала чемпионкой Европы среди борцов до 23 лет (весовая категория до 62 кг). В августе 2022 года выиграла V Игры исламской солидарности в Конье. В сентябре этого же года приняла участие на дебютном для себя взрослом чемпионате мира в Белграде, где дошла до полуфинала, но проиграла Цугуми Сакураи из Японии, а в схватке за бронзу — Алине Грушиной из Украины.
В апреле 2023 года вышла в финал чемпионата Европы в Загребе, где, уступив действующей чемпионке Алине Грушиной, взяла серебро. В октябре этого же года Алиева завоевала серебряную медаль на чемпионате мира среди спортсменов до 23 лет, который прошёл в столице Албании Тиране. В финале Алиева уступил Саре Натами из Японии.
В феврале 2024 года выступил на чемпионате Европы среди взрослых в Бухаресте, где проиграла в четвертьфинале украинке Соломии Винник. В апреле 2024 года принимала участие на Европейском квалификационном турнире в Баку, где в четвертьфинале уступила Алине Грушиной с Украины. В мае 2024 года Алиева второй раз выиграла чемпионат Европы среди спортсменов до 23 лет в Баку, но уже в весовой категории до 57 кг.
В октябре 2024 года завоевала золото на чемпионате мира по борьбе среди спортсменов до 23 лет 2024 в Тиране (Албания), одолев в финале Руку Натами из Японии.
В апреле 2025 года на чемпионате Европы в Братиславе в весовой категории до 57 кг завоевала бронзовую медаль. В схватке за третье место одолела соперницу из Финляндии Йенну Хемияю.